# Arthur Egerton (3. hrabia Wilton)
Arthur Edward Holland Grey Egerton (ur. 25 listopada 1833, zm. 18 stycznia 1885) – brytyjski arystokrata i polityk, najstarszy syn Thomasa Egertona, 2. hrabiego Wilton, i lady Mary Stanley, córki 12. hrabiego Derby.
W 1859 r. został wybrany do Izby Gmin jako reprezentant okręgu Uxbridge z ramienia Partii Konserwatywnej. Zasiadał tam do 1865 r. W 1873 r. został wybrany ponownie, tym razem z okręgu Bath, i zasiadał w Izbie Gmin do 1874 r. W 1875 r. otrzymał parowski tytuł barona Grey de Radcliffe i zasiadł w Izbie Lordów. Po śmierci ojca w 1882 r. odziedziczył tytuł hrabiego Wilton. Był podpułkownikiem i dowódcą (od 1882 r.) The Duke of Lancaster's Own Yeomanry.
11 sierpnia 1858 r. poślubił lady Elizabeth Charlotte Louisę Craven (1836 – 8 marca 1919), córkę Williama Cravena, 2. hrabiego Craven, i lady Emily Grimston, córki 1. hrabiego Verulam. Małżeństwo to nie doczekało się potomstwa.
Lord Wilton zmarł nagle w wieku 51 lat. Wraz z jego śmiercią wygasł tytuł barona Grey de Radcliffe. Tytuł hrabiego Wilton odziedziczył jego młodszy brat, Seymour.